# Сонячні годинники Миргорода
Сонячні годинники Миргорода — сонячні годинники, встановлені у Миргороді на честь загиблих у Війні на сході України ковалів.
Перший годинник виготовили за проєктом коваля із села Трудолюб Федоряки Петра учасники «Першого українського ковальського фестивалю ножових майстрів» ще у 2013 році, 21 вересня. Майстер планував не зупинятися на тому і зробити Миргород містом сонячних годинників. Але цього не сталося, бо, захищаючи Україну від російської агресії, Петро Федоряка загинув у бою під Шахтарськом. Часомір встановили на центральній площі у 2014 році. А друзі воїна-митця вирішили продовжити його починання, але вже з присвятою кожного нового годинника загиблому на фронті ковалеві.
Другий часомір виготовили у 2015 році на честь прилучанина Матяша Григорія, що загинув у Пісках. Ковальський витвір зараз прикрашає територію Миргородкурорту.
Третім сонячним годинником вшанували кременчуківця Назаренка Дмитра, якого вбили під час виходу так званим «зеленим коридором» з-під Іловайська. Його спроєктував у формі меча Олександр Шкурапет. Виготовляли на «Щорічному всеукраїнському ковальському фестивалі ножових майстрів» у 2016 році та встановили у Сквері козацької слави.
Викуваний у 2017 році годинник присвятили загиблому біля селища Піски воїну-ковалю з Нікополя Рибченку Сергію. Цей часомір напівкруглий, загальною довжиною до 3 м. Його встановлять у парковій зоні Миргорода.
У 2018 році присвята була зроблена Андрію Дрьоміну із села Великий Глибочок Тернопільської області. Він загинув у серпні 2014 під Іловайськом.
Годинник у формі величезної голки із викарбуваними на пластинках із цифрами орнаментами полтавської вишивки викували у 2019 році. На нього витратили понад 300 кг заліза. Зроблено на честь Андрія Козюбчика із Кривого Рогу, що загинув 2014 року у Пісках.

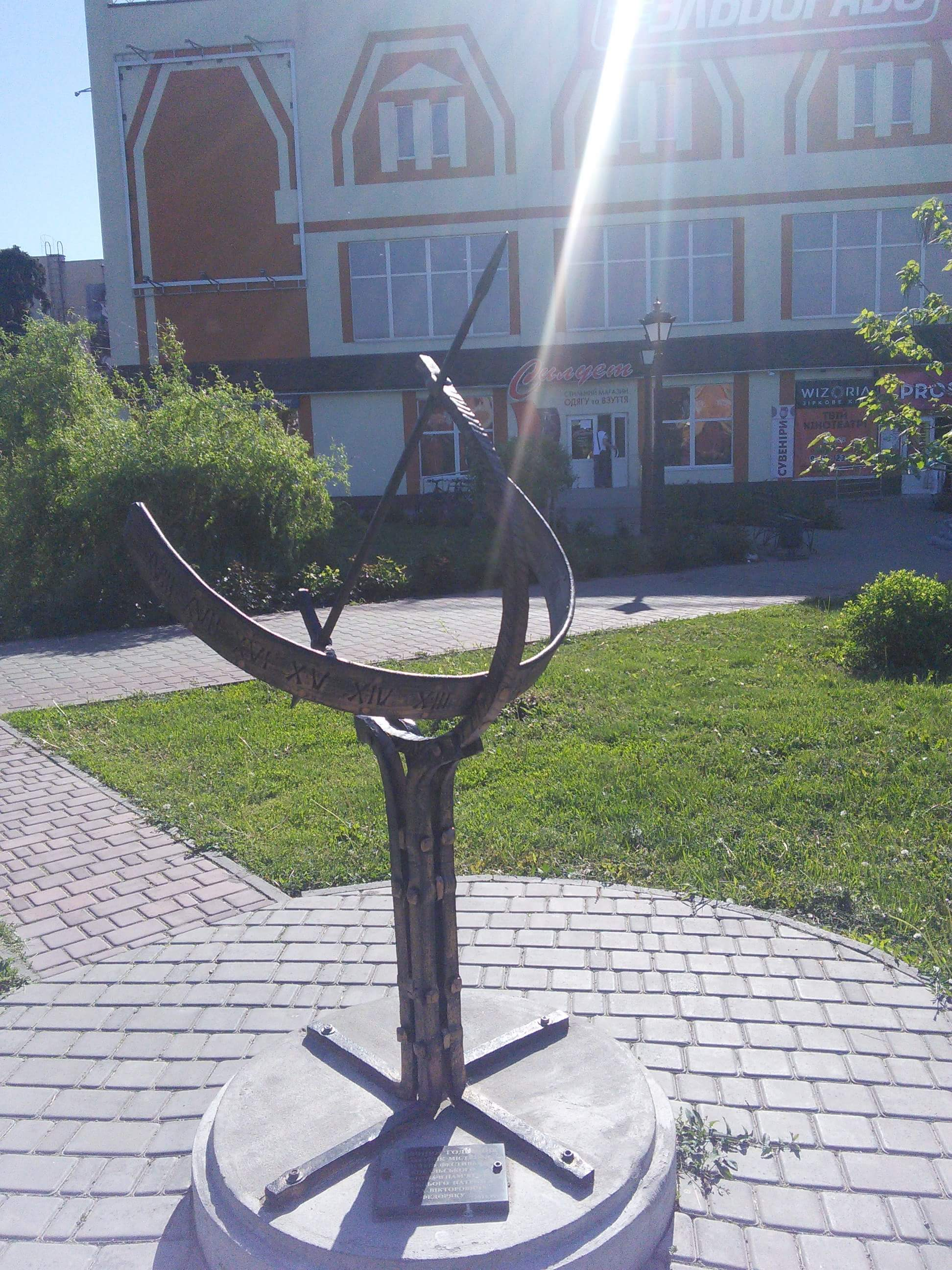
Виготовлений у 2013 році
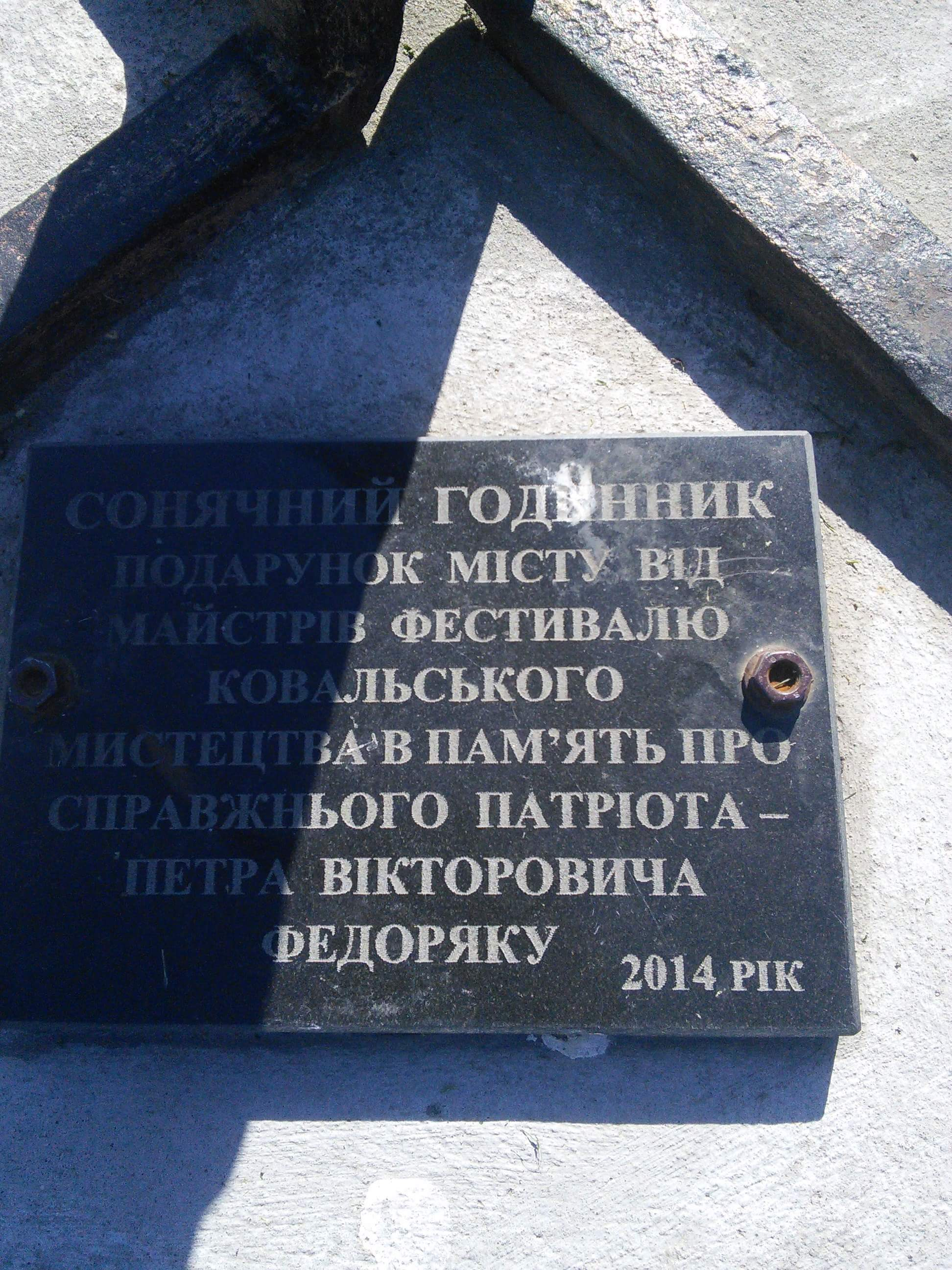
Присвята
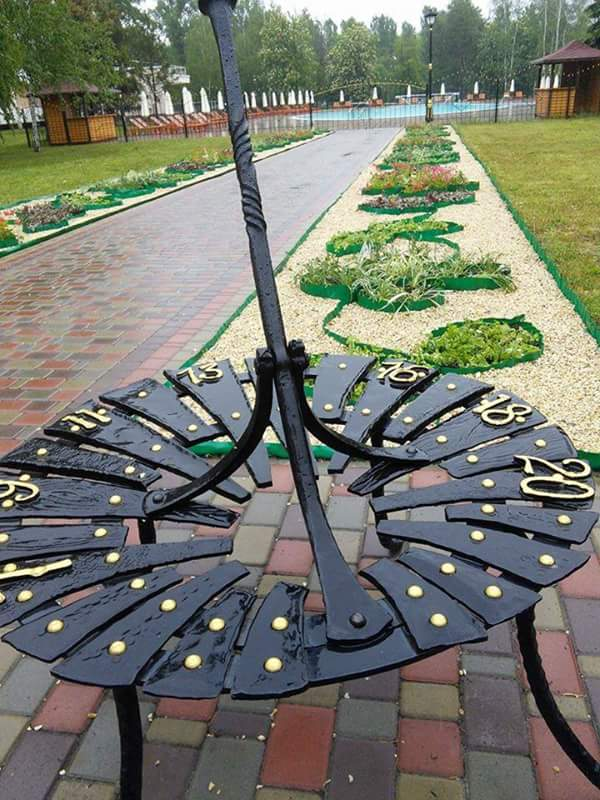
Виготовлений у 2015 році